# Bismarckgökduva
Bismarckgökduva (Reinwardtoena browni) är en fågel i familjen duvor inom ordningen duvfåglar.

## Utseende
Bismarckgökduvan är en rätt stor (46 cm) duva med silvergrått på nacke, hjässa och panna, övergående i vitaktigt på huvud och undersida. Även undre stjärttäckarna och flankerna är silvergrå. Manteln, vingarna och stjärten är svartaktiga, den senare med gråmönstrade yttre stjärtpennor. Det gula eller röda ögat omges av en röd hudflik. Benen är mörkröda, näbben gråaktig eller brun med rött längst in. Arten är lik långstjärtad gökduva, men är svartare på mantel och stjärt.

## Utbredning och systematik
Fågeln förekommer i Amiralitetsöarna och Bismarckarkipelagen i Papua Nya Guinea. Den behandlas som monotypisk, det vill säga att den inte delas in i några underarter.

## Status och hot
Bismarckgökduva har en liten världspopulation bestående av uppskattningsvis endast 10 000–20 000 vuxna individer. Den tros också minska i antal till följd av habitatförlust. Internationella naturvårdsunionen IUCN kategoriserar den som nära hotad.

## Namn
Bismarckgökduvans vetenskapliga artnamn browni hedrar den skotske missionären George Brown (1835–1917), släktesnamnet Caspar Georg Carl Reinwardt (1773-1854), holländsk naturforskare och samlare verksam i Ostindien 1817–1822.